# Clare Sheridan

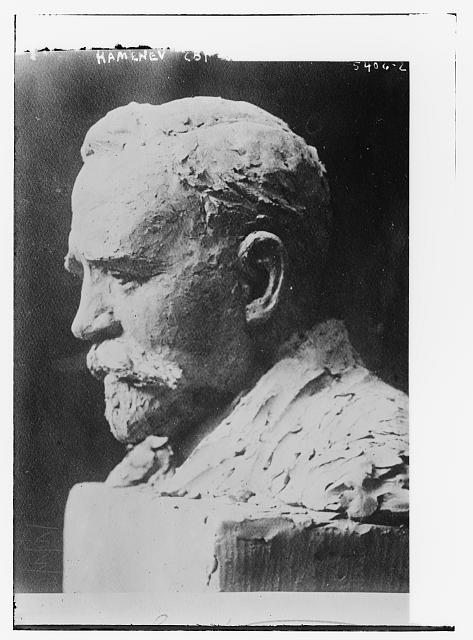
Büste von Kamenew

Clare Consuelo Sheridan (* 9. September 1885 in London; † 31. Mai 1970) war eine britische Bildhauerin, Journalistin und Autorin.
Sheridan war eine Tochter des Ökonomen Moreton Frewen und eine Cousine von Winston Churchill. In den 1920er-Jahren besuchte sie die Sowjetunion, wo sie Skulpturen von den führenden Kommunisten Lenin, Trotzki, Dserschinski und Kamenew schuf. Im September 1922 war sie zudem nach Smyrna gereist, um Mustafa Kemal Atatürk, den Sieger im Griechisch-Türkischen Krieg zu interviewen und erlebte dabei als Augenzeugin den verheerenden Brand von Izmir.

## Schriften
- Ich, meine Kinder und die Grossmächte der Welt. Ein Lebensbuch unserer Zeit. List, Leipzig 1928.
- Arabisches Zwischenspiel. Erlebnisse und Erinnerungen. von Schröder, Hamburg 1937.